# Jošinobu Minowa
Jošinobu Minowa (* 2. červen 1976) je bývalý japonský fotbalista.

## Klubová kariéra
Hrával za Júbilo Iwata, Kawasaki Frontale, Consadole Sapporo.

## Reprezentační kariéra
Jošinobu Minowa odehrál za japonský národní tým v roce 2005 celkem 1 reprezentační utkání.

## Statistiky
| Japonsko | Japonsko | Japonsko |
| Roky     | Záp.     | Góly     |
| -------- | -------- | -------- |
| 2005     | 1        | 0        |
| Celkem   | 1        | 0        |